# Зубная формула
Зубная формула — записанное в виде специальных обозначений краткое описание зубной системы млекопитающих и иных гетеродонтных четвероногих.
При записи зубной формулы используют сокращенные названия типов зубов гетеродонтной зубной системы: I (лат. dentes incisivi) — резцы; C (лат. d. canini) — клыки; P (лат. d. premolares) — предкоренные, или малые коренные, или премоляры; M (лат. d. molares) — коренные, или большие коренные, или моляры. За сокращенным названием типа зубов следует указание количества пар зубов данной группы: в числителе — верхней и в знаменателе — нижней челюсти.
Образец записи зубной формулы (на примере человека):
{\displaystyle I{\frac {2}{2}}C{\frac {1}{1}}P{\frac {2}{2}}M{\frac {3}{3}}=32.}
Эта запись означает:
2 пары резцов (I),
1 пара клыков (C),
2 пары малых коренных (P),
3 пары больших коренных зубов (M).
Помимо этих основных типов зубов, у представителей некоторых групп млекопитающих выделяют характерные только для них типы. Таковы промежуточные (лат. d. intercalares, in) зубы землеройковых, соответствующие, предположительно, слабо дифференцированным резцам, премолярам и, вероятно, клыкам, и большие предкоренные (лат. d. praemolares prominantes, PmP) зубы рукокрылых, располагающиеся между премолярами и молярами.
Зубная формула широко применяется в систематике позвоночных при составлении характеристик групп самого разного ранга от отрядов до подсемейств и даже родов, поскольку позволяет компактно изложить основные характеристики зубной системы.

## Схемы нумерации зубов
В практической стоматологии такие обозначения применяются редко, и зубы челюстей человека просто нумеруются от резцов к большим коренным (от 1 до 8).

### Международная двухцифровая схема Виола

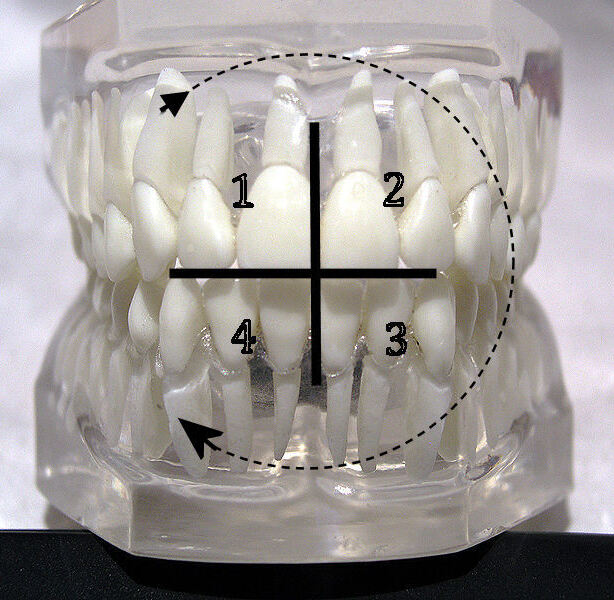
Первая цифра схемы Виолы

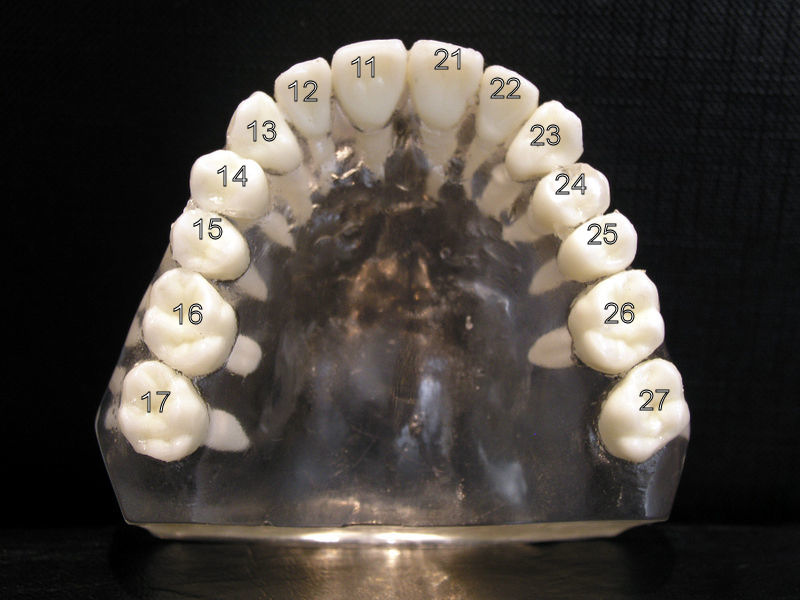
Вторая цифра схемы Виолы (на фото верхняя челюсть)

Схема принята Всемирной организаций здоровья в 1971 году и используется в Европе повсеместно.
Все зубы разделяются на 4 сектора (против часовой стрелки, если смотреть изнутри):
1. Зубы верхней челюсти справа (соответственно центральный резец — 11, второй резец — 12, клык — 13, первый премоляр — 14, второй премоляр — 15, первый моляр — 16, второй моляр — 17, третий моляр или зуб мудрости − 18).
2. Зубы верхней челюсти слева (21, 22, 23, 24, 25, 26, 27, 28 по аналогии с правой стороной)[4].
3. Зубы нижней челюсти слева (31, 32, 33, 34, 35, 36, 37, 38).
4. Зубы нижней челюсти справа (41, 42, 43, 44, 45, 46, 47, 48).

Для детских зубов используется аналогичная нумерация от 51 до 85, либо они указываются римскими цифрами[прояснить].

### Схема Хадерупа
В этой схеме также используется разделение челюстей на сегменты, а зубам назначаются индивидуальные номера. Эти номера считаются, как в международной системе – от центра челюсти к её краю и имеют цифровые значения от «1» до «8». Однако в этом случае вместо цифрового обозначения сегментов будут использоваться знаки «+» и «−». Здесь положительное значение показывает на верхнюю челюсть, а отрицательное – на нижнюю. Показать же левую и правую стороны челюстей очень просто. Нужно просто расположить нужный знак слева (для левой стороны) или справа (для правой стороны) от цифры, которой обозначен зуб.
| постоянные зубы                        | постоянные зубы | постоянные зубы | постоянные зубы | постоянные зубы | постоянные зубы | постоянные зубы | постоянные зубы | постоянные зубы | постоянные зубы | постоянные зубы | постоянные зубы | постоянные зубы | постоянные зубы | постоянные зубы | постоянные зубы |
| справа вверху                          | справа вверху   | справа вверху   | справа вверху   | справа вверху   | справа вверху   | справа вверху   | справа вверху   | слева вверху    | слева вверху    | слева вверху    | слева вверху    | слева вверху    | слева вверху    | слева вверху    | слева вверху    |
| -------------------------------------- | --------------- | --------------- | --------------- | --------------- | --------------- | --------------- | --------------- | --------------- | --------------- | --------------- | --------------- | --------------- | --------------- | --------------- | --------------- |
| 8+                                     | 7+              | 6+              | 5+              | 4+              | 3+              | 2+              | 1+              | +1              | +2              | +3              | +4              | +5              | +6              | +7              | +8              |
| 8−                                     | 7−              | 6−              | 5−              | 4−              | 3−              | 2−              | 1−              | −1              | −2              | −3              | −4              | −5              | −6              | −7              | −8              |
| справа внизу                           | справа внизу    | справа внизу    | справа внизу    | справа внизу    | справа внизу    | справа внизу    | справа внизу    | слева внизу     | слева внизу     | слева внизу     | слева внизу     | слева внизу     | слева внизу     | слева внизу     | слева внизу     |
|                                        |                 |                 |                 |                 |                 |                 |                 |                 |                 |                 |                 |                 |                 |                 |                 |
| молочные зубы                          |                 |                 |                 |                 |                 |                 |                 |                 |                 |                 |                 |                 |                 |                 |                 |
| справа вверху                          | справа вверху   | справа вверху   | справа вверху   | справа вверху   | справа вверху   | справа вверху   | справа вверху   | слева вверху    | слева вверху    | слева вверху    | слева вверху    | слева вверху    | слева вверху    | слева вверху    | слева вверху    |
|                                        |                 |                 | 05+             | 04+             | 03+             | 02+             | 01+             | +01             | +02             | +03             | +04             | +05             |                 |                 |                 |
|                                        |                 |                 | 05−             | 04−             | 03−             | 02−             | 01−             | −01             | −02             | −03             | −04             | −05             |                 |                 |                 |
| справа внизу                           | справа внизу    | справа внизу    | справа внизу    | справа внизу    | справа внизу    | справа внизу    | справа внизу    | слева внизу     | слева внизу     | слева внизу     | слева внизу     | слева внизу     | слева внизу     | слева внизу     | слева внизу     |
|                                        |                 |                 |                 |                 |                 |                 |                 |                 |                 |                 |                 |                 |                 |                 |                 |
| молочные зубы (альтернативная система) |                 |                 |                 |                 |                 |                 |                 |                 |                 |                 |                 |                 |                 |                 |                 |
| справа вверху                          | справа вверху   | справа вверху   | справа вверху   | справа вверху   | справа вверху   | справа вверху   | справа вверху   | слева вверху    | слева вверху    | слева вверху    | слева вверху    | слева вверху    | слева вверху    | слева вверху    | слева вверху    |
|                                        |                 |                 | V+              | IV+             | III+            | II+             | I+              | +I              | +II             | +III            | +IV             | +V              |                 |                 |                 |
|                                        |                 |                 | V−              | IV−             | III−            | II−             | I−              | −I              | −II             | −III            | −IV             | −V              |                 |                 |                 |
| справа внизу                           | справа внизу    | справа внизу    | справа внизу    | справа внизу    | справа внизу    | справа внизу    | справа внизу    | слева внизу     | слева внизу     | слева внизу     | слева внизу     | слева внизу     | слева внизу     | слева внизу     | слева внизу     |

### Схема Зигмонди — Палмера
Система была впервые использована в 1976 году. Она также носит название квадратно-цифровой.
Для обозначения принадлежности зуба к какому-либо сегменту, возле цифры (в одном из четырёх углов) ставится специальный значок – «уголок». Он как будто обозначает кусочек коронки, показывая, как она растёт – вниз или вверх.
| постоянные зубы | постоянные зубы | постоянные зубы | постоянные зубы | постоянные зубы | постоянные зубы | постоянные зубы | постоянные зубы | постоянные зубы | постоянные зубы | постоянные зубы | постоянные зубы | постоянные зубы | постоянные зубы | постоянные зубы | постоянные зубы |
| справа вверху   | справа вверху   | справа вверху   | справа вверху   | справа вверху   | справа вверху   | справа вверху   | справа вверху   | слева вверху    | слева вверху    | слева вверху    | слева вверху    | слева вверху    | слева вверху    | слева вверху    | слева вверху    |
| --------------- | --------------- | --------------- | --------------- | --------------- | --------------- | --------------- | --------------- | --------------- | --------------- | --------------- | --------------- | --------------- | --------------- | --------------- | --------------- |
| 8               | 7               | 6               | 5               | 4               | 3               | 2               | 1               | 1               | 2               | 3               | 4               | 5               | 6               | 7               | 8               |
| 8               | 7               | 6               | 5               | 4               | 3               | 2               | 1               | 1               | 2               | 3               | 4               | 5               | 6               | 7               | 8               |
| справа внизу    | справа внизу    | справа внизу    | справа внизу    | справа внизу    | справа внизу    | справа внизу    | справа внизу    | слева внизу     | слева внизу     | слева внизу     | слева внизу     | слева внизу     | слева внизу     | слева внизу     | слева внизу     |
|                 |                 |                 |                 |                 |                 |                 |                 |                 |                 |                 |                 |                 |                 |                 |                 |
| молочные зубы   |                 |                 |                 |                 |                 |                 |                 |                 |                 |                 |                 |                 |                 |                 |                 |
| справа вверху   | справа вверху   | справа вверху   | справа вверху   | справа вверху   | справа вверху   | справа вверху   | справа вверху   | слева вверху    | слева вверху    | слева вверху    | слева вверху    | слева вверху    | слева вверху    | слева вверху    | слева вверху    |
|                 |                 |                 | V               | IV              | III             | II              | I               | I               | II              | III             | IV              | V               |                 |                 |                 |
|                 |                 |                 | V               | IV              | III             | II              | I               | I               | II              | III             | IV              | V               |                 |                 |                 |
| справа внизу    | справа внизу    | справа внизу    | справа внизу    | справа внизу    | справа внизу    | справа внизу    | справа внизу    | слева внизу     | слева внизу     | слева внизу     | слева внизу     | слева внизу     | слева внизу     | слева внизу     | слева внизу     |

### Американская (буквенно-цифровая система)

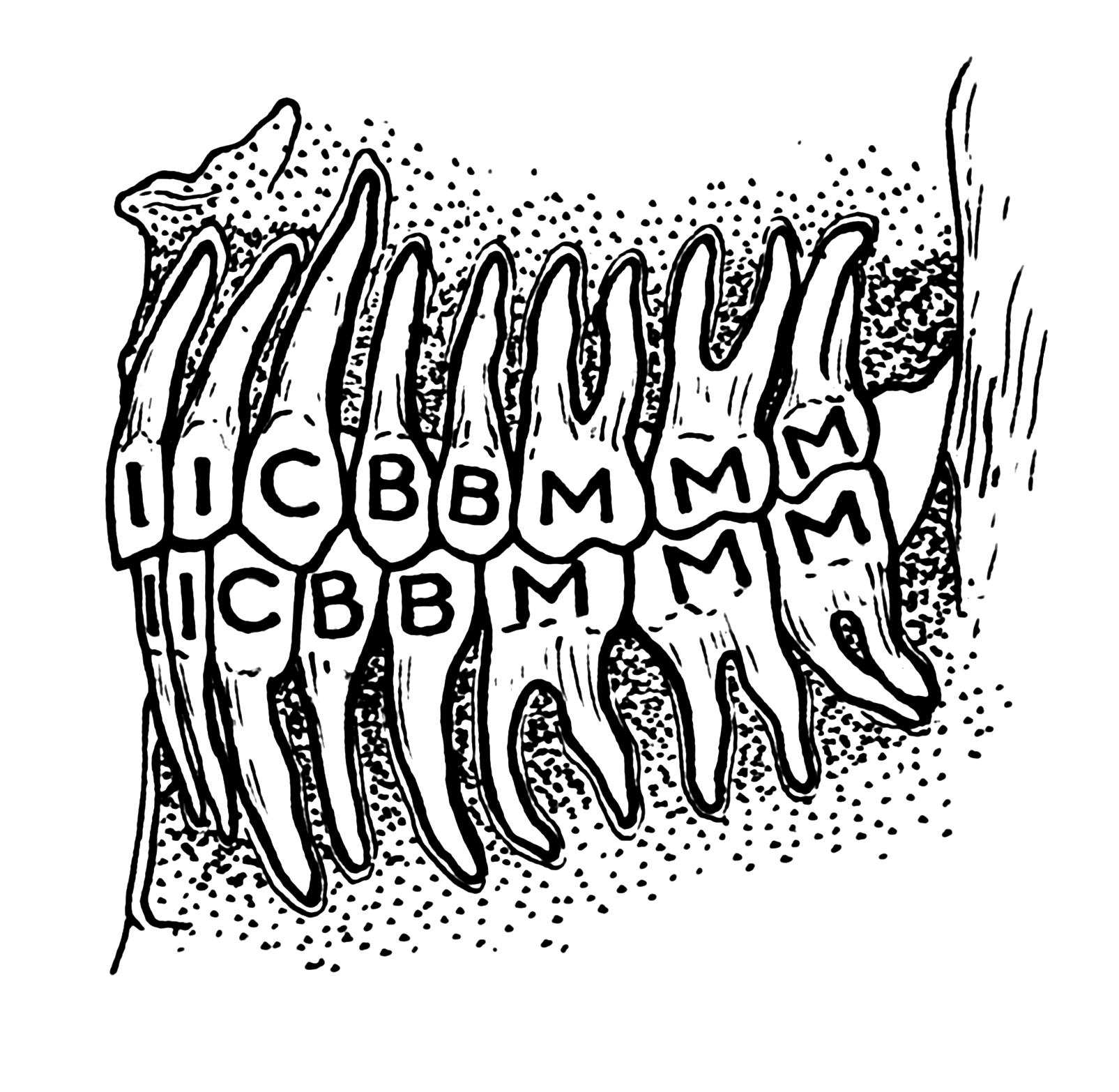

Каждая буква означает определённый тип зуба, согласно его строению и функциям. Цифры используются для распознавания положения в ряду. 
I — резец; всего в полной записи может быть восемь.
C — клык; общее количество — четыре.
P — премоляр; на двух челюстях — восемь.
M — моляр; вместе с «зубами мудрости» — двенадцать.
Цифры записываются сверху или снизу от буквы, обозначая одновременно верхнюю или нижнюю челюсть.
| постоянные зубы        | постоянные зубы        | постоянные зубы | постоянные зубы | постоянные зубы | постоянные зубы | постоянные зубы | постоянные зубы | постоянные зубы | постоянные зубы |
| ---------------------- | ---------------------- | --------------- | --------------- | --------------- | --------------- | --------------- | --------------- | --------------- | --------------- |
| M3 M2 M1 P2 P1 C I2 I1 | I1 I2 C P1 P2 M1 M2 M3 |                 |                 |                 |                 |                 |                 |                 |                 |
| M3 M2 M1 P2 P1 C I2 I1 | I1 I2 C P1 P2 M1 M2 M3 |                 |                 |                 |                 |                 |                 |                 |                 |
|                        |                        |                 |                 |                 |                 |                 |                 |                 |                 |
| молочные зубы          |                        |                 |                 |                 |                 |                 |                 |                 |                 |
| m2 m1 c i2 i1          | i1 i2 c m1 m2          |                 |                 |                 |                 |                 |                 |                 |                 |
| m2 m1 c i2 i1          | i1 i2 c m1 m2          |                 |                 |                 |                 |                 |                 |                 |                 |

### Универсальная система нумерации
Является наиболее простой для понимания, однако не самой простой для использования.
Каждому из 32 зубов присваивается индивидуальный номер, соответственно — от 1 до 32. Нумерацию следует начинать от правого «зуба мудрости» на верхней челюсти. Далее счёт идёт по часовой стрелке, также как в других системах, и заканчивается нижним зубом мудрости с правой стороны челюсти.

## Примеры зубных формул постоянных зубов некоторых млекопитающих
| Вид                  | Латинское название                    | Отряд                | Семейство     | Зубная формула                                                                 |
| -------------------- | ------------------------------------- | -------------------- | ------------- | ------------------------------------------------------------------------------ |
| Коала                | Phascolarctos cinereus Goldfuss, 1817 | Двурезцовые сумчатые | Коаловые      | {\displaystyle I{3 \over 1}C{1 \over 0}P{1 \over 1}M{4 \over 4}}               |
| Кутора               | Neomys fodiens Schreber, 1776         | Насекомоядные        | Землеройковые | {\displaystyle I{1 \over 1}in{4 \over 2}M{4 \over 3}}                          |
| Ушан                 | Plecotus auritus Linnaeus, 1758       | Рукокрылые           | Кожановые     | {\displaystyle I{2 \over 3}C{1 \over 1}P{1 \over 2}PmP{1 \over 1}M{3 \over 3}} |
| Заяц-беляк           | Lepus timidus Linnaeus, 1758          | Зайцеобразные        | Зайцевые      | {\displaystyle I{2 \over 1}C{0 \over 0}P{3 \over 2}M{3 \over 3}}               |
| Волк                 | Canis lupus Linnaeus, 1758            | Хищные               | Собачьи       | {\displaystyle I{3 \over 3}C{1 \over 1}P{4 \over 4}M{2 \over 3}}               |
| Кошка                | Felis catus Linnaeus, 1758            | Хищные               | Кошачьи       | {\displaystyle I{3 \over 3}C{1 \over 1}P{3 \over 2}M{1 \over 1}}               |
| Лошадь               | Equus caballus Linnaeus, 1758         | Непарнокопытные      | Лошадиные     | {\displaystyle I{3 \over 3}C{1 \over 1}P{3 \over 3}M{3 \over 3}}               |
| Кабан                | Sus scrofa Linnaeus, 1758             | Парнокопытные        | Свиные        | {\displaystyle I{3 \over 3}C{1 \over 1}P{4 \over 4}M{3 \over 3}}               |
| Лось                 | Alces alces Linnaeus, 1758            | Парнокопытные        | Оленьи        | {\displaystyle I{0 \over 3}C{0(1) \over 1}P{3 \over 3}M{3 \over 3}}            |
| Крупный рогатый скот | Bos taurus taurus Linnaeus, 1758      | Парнокопытные        | Полорогие     | {\displaystyle I{0 \over 4}C{0 \over 0}P{3 \over 3}M{3 \over 3}}               |
| Мышь                 | Mus musculus Linnaeus, 1758           | Грызуны              | Мышиные       | {\displaystyle I{1 \over 1}C{0 \over 0}P{0 \over 0}M{3 \over 3}}               |
| Азиатский слон       | Elephas maximus Linnaeus, 1758        | Хоботные             | Слоновые      | {\displaystyle I{1 \over 0}C{0 \over 0}P{3 \over 3}M{3 \over 3}}               |